# Quien se pica, ajos come

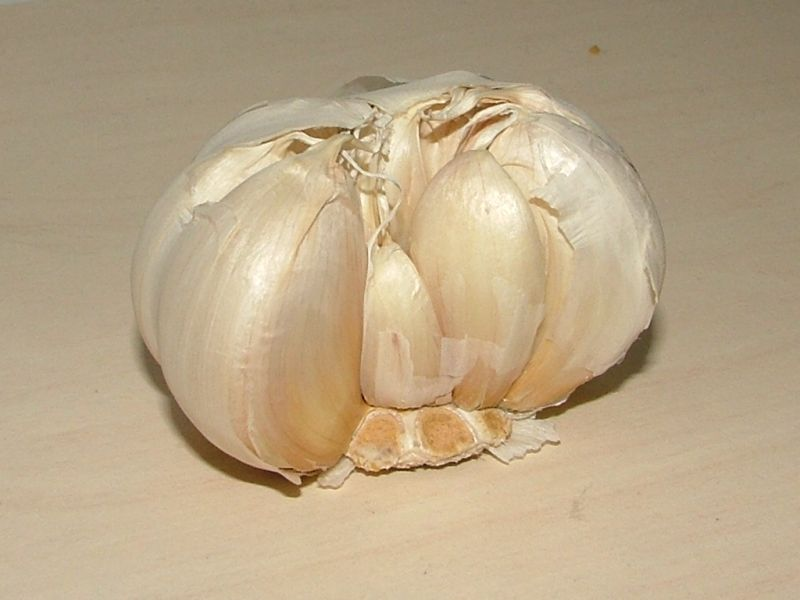
Cabeza de ajo

"Quien se pica, ajos come" es la versión vulgarizada —sin rima y con métrica irregular— del refrán «El que se pica, ajos mastica», dirigido a todo aquel que se siente aludido durante una conversación y dando a entender que tal individuo tiene algo que ocultar o que ver con el motivo de la alusión.
El origen de la frase proviene del sabor picante que tiene el ajo al masticarse y que para algunos puede resultar desagradable. No obstante, la palabra "Pique" es un término que se suele aplicar a aquella persona que se enfada con facilidad.